# مسجد أغا بزرك
مسجد أغا بزرك هو مسجد ، يقع في مدينة كاشان في إيران ويعد من أشهر معالمها الإسلامية.
بناه الحاج محمد تقي خانبان في منتصف القرن 13 هجري وذلك للاستفادة منه للتدريس والصلاة لصهره الملا مهدي نراقي الثاني ، أخ الملا أحمد نراقي الملقب آقابزرك ومسي المسجد باسمه.